# José Sette Câmara Filho
José Sette Câmara Filho (Alfenas, 14 de abril de 1920-Río de Janeiro, 30 de agosto de 2002) fue un jurista, diplomático y político brasileño, que se desempeñó como Ministro Jefe de la Casa Civil de Juscelino Kubitschek; alcalde de Río de Janeiro y del Distrito Federal; embajador en Canadá, Suiza y Checoslovaquia; representante permanente de Brasil ante las Naciones Unidas; y juez y vicepresidente de la Corte Internacional de Justicia.

## Biografía
Estudió en la Facultad de Derecho de la Universidad Federal de Minas Gerais, graduándose en 1945; y en la Universidad McGill en Montreal (Canadá) en 1949. Comenzó a trabajar en la municipalidad de Belo Horizonte, siendo consejero para asuntos internacionales del entonces alcalde Juscelino Kubitschek.
En 1945 ingresó en la carrera diplomática. Fue tercer secretario, sirviendo en la embajada de Brasil en Washington D. C., en 1947; vicecónsul en Montreal en 1947; tercer secretario, en 1950; segundo secretario en 1951; primer secretario, en 1953, sirviendo en la delegación brasileña ante la ONU. Fue secretario del jefe de la Oficina Civil de la Presidencia de la República, entre 1952 y 1954, durante los últimos años de gobierno de Getúlio Vargas. Fue cónsul en Florencia (Italia), entre 1954 y 1956.
Se integró al gabinete del presidente Juscelino Kubitschek como jefe adjunto de la Oficina de la Casa Civil de la Presidencia, en 1956, siendo también miembro del Consejo Administrativo del Banco Nacional de Desarrollo Económico. Fue asesor del presidente en la Segunda Cumbre de Jefes de Estado y de Gobierno de la Organización de los Estados Americanos realizada en la Ciudad de Panamá.
En 1958 fue nombrado secretario general del Consejo Nacional de Abastecimiento y Precios y al año siguiente, secretario general del Consejo Coordinador de Suministros. Coordinó las medidas de las medidas de gobierno que llevaron al año siguiente a la creación del Consejo de Desarrollo Económico del Nordeste (Codeno), actual Superintendencia de Desarrollo del Nordeste (Sudene). Representó a Brasil en la Primera Conferencia de las Naciones Unidas sobre Derecho del Mar, y en las dos reuniones del Comité de los 21 de la Organización de los Estados Americanos, creado en el marco de la Operación Panamericana desarrollada por Kubitschek.
Entre marzo de 1959 y abril de 1960, fue Jefe de Gabinete de la Presidencia de la República. Tras dejar el cargo, fue designado primer Gobernador del estado de la Guanabara en 1960 (entidad que abarcó la ciudad de Río de Janeiro cuando dejó de ser Distrito Federal por el traslado de la capital a Brasilia), de forma interina hasta la elección de un gobernador. En 1961 fue brevemente embajador en Canadá. En el gobierno de João Goulart, fue alcalde del Distrito Federal, entre 1961 y 1962.
En 1961, se unió a la misión permanente de Brasil en la oficina de las Naciones Unidas en Ginebra. De 1963 a 1964, fue embajador en Suiza. Tras el golpe de Estado de 1964, el primer presidente de la dictadura militar, Humberto de Alencar Castelo Branco, lo designó representante permanente de Brasil ante las Naciones Unidas en Nueva York, ocupando el cargo entre septiembre de 1964 y marzo de 1968. En ese período, entre 1967 y 1968 fue representante de Brasil en el Consejo de Seguridad. Ocupó la presidencia del mismo en febrero de 1967.
En 1967 cuando se produjo la guerra de los Seis Días, Argentina integraba el Consejo de Seguridad. Sette Câmara Filho hizo gestiones junto con el representante argentino José María Ruda para lograr el alto el fuego. El representante británico Hugh Foot auspició el proyecto de lo que sería la resolución 242, modificando el proyecto presentado por Ruda y Sette Câmara Filho, el cual rechazaba la adquisición de territorio por la fuerza y solicitaba a Israel retirar sus fuerzas de los territorios ocupados.
Participó en las reuniones de la Comisión Preparatoria para la Desnuclearización de la América Latina (COPREDAL), y fue firmante por Brasil del Tratado de Tlatelolco. De 1972 a 1979 fue embajador en Checoslovaquia. En 1975 presidió la Conferencia de las Naciones Unidas sobre Representación de los Estados en sus Relaciones con las Organizaciones Internacionales en Viena (Austria). Se retiraría de la carrera diplomática brasileña en 1979.
En 1970, como sucesor del fallecido Gilberto Amado, fue elegido miembro de la Comisión de Derecho Internacional de las Naciones Unidas, y fue reelegido en 1971 y 1977, siendo presidente de dicha comisión en 1978. Posteriormente, se desempeñó como juez en la Corte Internacional de Justicia en La Haya, de 1979 a 1988; de 1982 a 1985, fue vicepresidente de este tribunal.
Desde 1977, perteneció al Instituto de Derecho Internacional, y desde 1988, fue miembro honorario de la Sociedad Estadounidense de Derecho Internacional.
Al retirarse de la Corte Internacional de Justicia, regresó a Río de Janeiro, donde murió el 30 de agosto de 2002, debido a un derrame cerebral.

## Obras
- A ratificação dos tratados internacionais (1949).
- United Nations and international law making: the Vienna Convention on the representation of the states in their relation with international rights (1979).
- Pollution of International Rivers. Reihe: Collected Courses of the Hague Academy of International Law. Band 186. Den Haag (1985).
- Methods of Obligatory Settlement of Disputes. En: Mohammed Bedjaoui: International Law: Achievements and Prospects. Dordrecht und Boston (1991), pp. 519-544.
- Agosto 1954 (1994).